# Marcelo Fernández
Marcelo Fernández, vollständiger Name Marcelo Juvenal Fernández García, (* 4. April 1988 in Empalme Olmos) ist ein ehemaliger uruguayischer Fußballspieler.

## Karriere
Der 1,73 Meter große Offensivakteur Fernández gehörte zu Beginn seiner Karriere in der Apertura 2010 und der Clausura 2011 dem Kader des Erstligisten Defensor Sporting an. In der Spielzeit 2010/11 kam er dort zu einem 18-minütigen Kurzeinsatz (kein Tor) in der Primera División und lief zweimal (kein Tor) in der Copa Sudamericana auf. Im Juli 2011 schloss er sich dem Club Atlético Rentistas an. Dort bestritt er in der Saison 2011/12 24 Erstligaspiele und schoss vier Tore. Mitte Januar 2013 wurde er an den brasilianischen Klub Toledo Colônia Work ausgeliehen. Nachdem er bei den Brasilianern 13 Partien in der Staatsmeisterschaft von Paraná absolviert hatte und dabei zweimal ins gegnerische Tor traf, kehrte er zur Saison 2013/14 zu Rentistas zurück und konnte am Saisonende 26 Saisoneinsätze (drei Tore) in der Primera División vorweisen. In der Spielzeit 2014/15 wurde er 15-mal (ein Tor) in der höchsten uruguayischen Spielklasse eingesetzt. Seit Anfang Juli 2015 steht er beim Erstligaaufsteiger Plaza Colonia unter Vertrag. Dort kam er in der Apertura 2015 in zwei Ligaspielen (kein Tor) zum Einsatz. Ende Januar 2016 wechselte er zum Zweitligisten Boston River, für den er in der folgenden Clausura zum Aufstieg am Saisonende mit elf Ligaeinsätzen und einem Tor beitrug. Im August 2016 schloss er sich dem Zweitligisten Club Sportivo Cerrito an, für den er in der Saison 2016 zehnmal in der Segunda División auflief und einen Treffer erzielte. Danach beendete er seine aktive Laufbahn.